# ザ・ベリー・ベスト・オブ・ヴァンゲリス
『ザ・ベリー・ベスト・オブ・ヴァンゲリス』（Themes）は、ヴァンゲリスが1989年に発表した2枚目のベスト・アルバム。

## 収録曲
1. ブレードランナー（エンド・タイトルズ） - End Titles from "Bladerunner" (4:59)
2. ミッシング（メイン・テーマ） - Main Theme from "Missing" (4:01)
3. 子供 - L'Enfant (5:02)
4. 讃歌 - Hymn (2:47)
5. チャイナ - Chung Kuo (5:32)
6. タオ・オブ・ラヴ - The Tao of Love (2:47)
7. 南極物語 - Theme from "Antarctica" (3:54)
8. ブレードランナー（ラヴ・テーマ） - Love Theme from "Bladerunner" (5:00)
9. ミュティニイ・オン・ザ・バウンティ（オープニング・タイトルズ） - Opening Titles from "Mutiny on The Bounty" (4:18)
10. ミュティニイ・オン・ザ・バウンティ（クロージング・タイトルズ） - Closing Titles from "Mutiny on The Bounty" (5:00)
11. メモリーズ・オブ・グリーン - Memories of Green (5:44)
12. 海辺の少女 - La Petite Fille de La Mer (5:54)
13. 五輪 - Five Circles (5:20)
14. 炎のランナー - Chariots of Fire (3:31)

- 1./7.は曲の一部を収録。10.は映画本篇用の約21分の曲のうち主題的な部分5分間をアルバム用に再演奏したもので、当該本篇用原曲から見れば一部収録となるが、再演奏版としては完全収録である。
- 1./8.は1982年の映画「ブレードランナー」の、2.は1982年の映画「ミッシング」の、9./10.は1984年の映画「バウンティ/愛と反乱の航海」の、それぞれサウンドトラックで、いずれもそれまで発売されていなかった未発表曲である。
- 8.の冒頭に編集ミスがある。
- 14.は元のアルバム「炎のランナー」では「タイトルズ - Titles」の曲名で収録。

## 概要
ヴァンゲリスが担当した映画音楽の中から、特にテーマ曲に相当する楽曲を選別したベスト・アルバム。
この当時はまだ「ブレードランナー」がリリースされていなかった為、同映画に使用された音源をアルバムで聴く事が出来るのは当該アルバムだけだった（海賊盤を除く）。
なお、邦題は再発時期によって変化している。1989年盤は「ブレードランナー / ザ・ベリー・ベスト・オブ・ヴァンゲリス」、1998年盤は「ザ・ベリー・ベスト・オブ・ヴァンゲリス～ブレードランナー」、2001年盤/2007年盤は「ブレードランナー～ザ・ベリー・ベスト・オブ・ヴァンゲリス」となっている。
日本では、1992年11月16日にDCCとしても発売された（POXP 1007）。

### CDシングル
本アルバムの発売に合わせて、次のシングルが欧州(Made in West Germany)で発売された。
- Chariots of Fire (889969-2) ※ 12cmCDシングル

1. Chariots of Fire (3:31)
2. Love Theme from Bladerunner (4:55)
3. Hymn (2:45)

- Missing (873 436-3) ※ 8cmCDシングル

1. Missing (3:59)
2. Eric's Theme (4:18)

- Themes Limited Edition (889 637-2) ※ 12cmCDシングル。本シングルは非売品(Promotional Use Only)。

1. Opening Titles from "Mutiny on The Bounty" (4:16)
2. Theme from "Antarctica" (3:55)
3. Main Theme from "Missing" (3:59)
4. Love Theme from "Bladerunner" (Edited Version) (3:08)
5. End Titles from "Bladerunner" (Edited Version) (4:34)

## 続編
1995年にフランスのREMARKレーベルから『THEMES II The Very Best of』（ただし、盤面では数字で『Themes 2』）と題した16曲入ベスト盤CDが発売された(527 247-2)。こちらには『THEMES』にあったような「初収録曲」はなくすべて既発盤からの抜粋となっている。日本国内盤としては発売されていない。収録曲は次のとおり。
1. To The Unknown Man (9:01)
2. Alpha (5:45)
3. Albedo 0.39 (4:30)
4. Pulstar (5:45)
5. Spiral (6:55)
6. Apocalypse des Animaux - Générique (1:25)
7. La Mort du Loup (3:00)
8. L'Ours Musicien (1:00)
9. Chromatique (3:24)
10. Irlande (4:43)
11. Menousis (6:37)
12. Memory of Antarctica (5:27)
13. Multi-Track Suggestion (5:32)
14. Eric's Theme (4:18)
15. Kinematic (3:45)
16. Deliverance (4:26)

- 11.はイレーネ・パパスとの共作アルバム『Odes』の収録曲
- 16.はアルバム『南極物語』8曲目の"Deliverance"を収録（同じ英語曲名の『1492 コロンブス』6曲目ではない）。